# John F. Marszalek
Pour les articles homonymes, voir Marszalek.
John F. Marszalek (5 juillet 1939) est un historien universitaire américain originaire de Buffalo. Il a enseigné au Canisius College, à la Gannon University et  à la Mississippi State University, où il a reçu la distinction en tant que  William L. Giles Distinguished Professor en 1994. Après vingt-neuf ans en tant que professeur, le Dr Marszalek s'est retiré en 2002 pour devenir Giles Distinguished Professor Emeritus.
Aujourd'hui, il sert en tant que directeur du Mississippi State University Distinguished Scholars Program, où il a apporté une contribution significative au développement des disciples les plus distingués de la Mississippi State University, leur servant de mentor et d'ami.
Après la mort de John Y. Simon en juillet 2008, Marsazalek fut invité à servir en tant que directeur exécutif et d'éditeur en chef de l'Ulysses S. Grant Association et du projet The Papers of Ulysses S. Grant. Ces documents sont maintenant situés à la Mississippi State University.
Au cours de sa carrière distinguée, le Dr Marszalek a édité plus de 150 articles et a écrit ou a édité au moins 11 livres .

## Publications historiques
- Court Martial: A Black Man in America. New York: Scribner, 1972; revised edition published as Assault at West Point (Collier, 1994).  (Also made into a movie)
- (With Sadye Wier.) A Black Businessman in White Mississippi, 1886- 1974. Jackson: University Press of Mississippi, 1977.
- (Editor.) The Diary of Miss Emma Holmes, 1861-1866. Baton Rouge: Louisiana State University Press, 1979.
- Sherman’s Other War: The General and the Civil War Press. Memphis State University Press, 1981.
- (With Douglas L. Conner.) A Black Physician’s Story: Bringing Hope in Mississippi. Foreword by Aaron Henry. Jackson: University Press of Mississippi, 1985.
- Grover Cleveland, A Bibliography. Westport, CN: Greenwood Press, 1988.
- (Editor with Charles D. Lowery.) Encyclopedia of African-American Civil Rights: From Emancipation to the Present. Foreword by David J. Garrow. Westport, CN: Greenwood Press, 1992.
- Sherman: A Soldier’s Passion for Order. New York: Free Press, 1993.
- Assault at West Point: The Court-Martial of Johnson Whittaker. New York: Maxwell Macmillan International/Collier, 1994.
- (Coeditor with Wilson D. Miscamble.) American Political History: Essays on the State of the Discipline. Notre Dame, IN: University of Notre Dame, 1997.
- The Petticoat Affair: Manners, Mutiny, and Sex in Andrew Jackson’s White House. Baton Rouge: Louisiana State University Press, 2000.